# Pauline Bonaparte

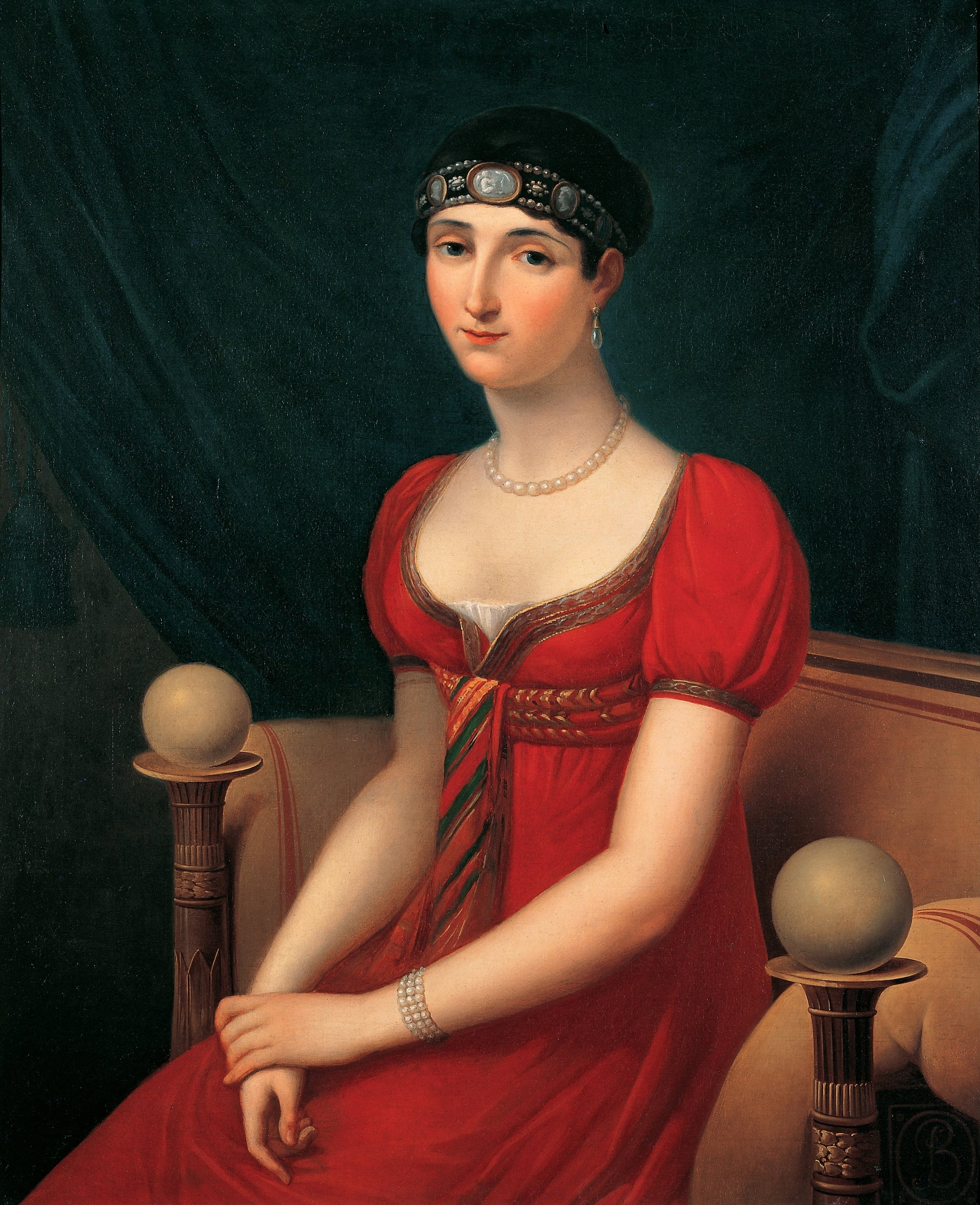
Pauline Bonaparte

Pauline Bonaparte (n. 20 octombrie 1780 — d. 9 iunie 1825) a fost prima Ducesă suverană de Guastalla, o Prințesă imperială franceză și Prințesă consoartă de Sulmona și Rossano. 
A fost al șaselea copil al soților Letizia Ramolino și Carlo Buonaparte, reprezentanții Corsicăi la curtea regelui Ludovic al XVI-lea al Franței. Fratele său mai mare, Napoleon, a fost primul împărat al francezilor.